# Marie-Clotilde Barbier-Hugo
Marie-Clotilde Barbier-Hugo, née le 6 septembre 1859 à Paris où elle est morte le 23 septembre 1943,, est une infirmière française qui préside l'Union des femmes de France (UFF), l'une des trois branches de la Croix-Rouge française avant 1940, de 1926 à 1938.

## Biographie

### Famille
Marie-Clotilde Barbier, née Hugo, appelée Madame Barbier-Hugo, est la fille d'un orfèvre installé à Paris, Émile Hugo. Elle épouse en juin 1883 Louis Barbier, né à Paris en 1848, fils de Jules-Claude Barbier, futur premier président de la Cour de cassation. Magistrat depuis 1876, son mari est alors secrétaire en chef du parquet de la Cour de cassation depuis 1881. Il est nommé juge au tribunal de la Seine en 1884. Alors que le couple est en vacances en Italie, il meurt en septembre 1889, sur les rives du Lac Majeur, aux côtés de son épouse qui n'a pu le sauver . Elle va demeurer veuve. 

### Union des femmes de France
Infirmière diplômée en 1890, elle intègre l'année suivante l'Union des femmes de France. Elle est bientôt répétitrice de l'enseignement en 1893 puis chargée du service de la propagande. Élue vice-présidente de l'UFF en 1906, elle dirige la délégation de l'UFF à Bordeaux où le gouvernement s'est replié de septembre à décembre 1914. Elle est directrice de 1914 à 1919 des envois aux prisonniers. Elle reçoit la croix de chevalier de la Légion d'honneur en 1921, qui la récompense notamment de son activité durant la Première Guerre mondiale. Première vice-présidente, elle remplace en juin 1926 la présidente démissionnaire, Hélène Galli, et est élue présidente générale en novembre. Elle est promue officier de la Légion d'honneur en 1932. Elle quitte la présidence de l'UFF en mai 1938 pour prendre sa retraite; elle est désignée présidente d'honneur. Elle reçoit cette année-là la médaille d'or de la santé publique, une nouvelle distinction créée par le ministre de la santé Marc Rucart, et la croix de première classe de la Croix-Rouge française. 

### Afrique du Nord
Elle inaugure en novembre 1938 à Alger, au temps de l'Algérie française, un dispensaire qui porte son nom, construit entre 1936 et 1937 par Auguste Perret au sein de l'hôpital Maillot, futur hôpital Barbier-Hugo (jusqu'en 1962) et futur élément du CHU Lamine Debaghine. Lorsqu'elle présidait l'UFF, elle avait fait des tournées en Afrique du Nord, en Tunisie, au Maroc et en Algérie. En 1930, elle insiste sur la nécessité de pousser les comités d'Algérie « à s’occuper de répandre des notions d’hygiène dans le monde indigène » et signale qu’à Alger, un certain « professeur Guennedouz » dispensait aux membres du comité local des cours d’arabe pour qu’elles fassent « l’apprentissage de la langue des malades indigènes ».

## Distinctions
- Officier d'académie
- Officier de la Légion d'honneur (1921)

## Sources
- Bulletin de l'UFF, février 1932
- Dossier de la Légion d'honneur de Mme Barbier-Hugo dans la base Léonore